# Cynapes wrighti
Cynapes wrighti là một loài nhện trong họ Salticidae.
Loài này thuộc chi Cynapes. Cynapes wrighti được John Blackwall miêu tả năm 1877.